# 羊蹄丸 (初代)
羊蹄丸（ようていまる）は、運輸省鉄道総局ならびに日本国有鉄道（国鉄）青函航路に就航していた車載客船である。
青函連絡船復興のため、当時の国鉄であった運輸省鉄道総局がGHQの許可を受けて建造した洞爺丸型車載客船4隻の第2船で、同型船には洞爺丸、摩周丸（初代）、大雪丸（初代）があった。

## 車載客船建造の経緯
1945年（昭和20年）7月14・15両日のアメリカ軍の空襲で、青函連絡船は一時壊滅し、8月15日の終戦時稼働できたのは、第七青函丸 、第八青函丸と、船舶運営会から傭船した大阪商船の樺太丸（旧関釜連絡船初代壱岐丸1,598総トン）の3隻だけであった。しかし終戦直後、多くの引揚げ者や復員者、徴用解除の帰郷者、朝鮮半島や中国大陸への帰還者、さらには食糧買い出しの人々が青函航路に殺到し、貨物は減少したものの、当時、本州と北海道とを結ぶ唯一の定期航路として、農産物や石炭輸送の継続も迫られ、混乱状態に陥っていた。このため関釜航路の景福丸（3,620.60総トン）、同航路の貨物船壱岐丸（2代）（3,519.48総トン）、稚泊航路の宗谷丸（3,593.16総トン）をはじめ、多くの商船、機帆船、旧陸軍上陸用舟艇などを傭船して、これに対応し、1947年（昭和22年）9月からは、空襲により擱坐していた関釜連絡船昌慶丸（3,620.60総トン）を浮揚修理して就航させた。また終戦後、博多 - 釜山間で朝鮮半島から日本への引揚げ、ならびに朝鮮半島への帰還輸送や、樺太からの引揚げ輸送に就いていた関釜連絡船徳寿丸（3,619.66総トン）も青函航路へ助勤させていた。
このような状況下、1946年（昭和21年）9月までに、当時就航中あるいは建造中であった車両渡船 第八青函丸、第十一青函丸、第十二青函丸、石狩丸（初代）の船橋楼甲板に旅客用甲板室を造設して客載車両渡船（デッキハウス船）とし、旅客輸送力増強を図ったが、いずれも「進駐軍専用船」に指定され、一般旅客の利用は禁止されてしまった。また当時の車両渡船は、新造船も含め、全て戦時標準船で劣悪な船質のうえ、船腹不足のため十分な補修もされず酷使され続けたため、故障や事故が頻発し、一向に貨車航送能力も回復しなかった。
このことが、北海道に進駐するアメリカ軍自身の物資輸送にも支障をきたすところとなり、1946年（昭和21年）7月、運輸省鉄道総局はGHQより、青函航路用として、車載客船4隻、車両渡船4隻の計8隻の建造許可を取り付けることに成功した。この車載客船4隻が洞爺丸型で、うち羊蹄丸（初代）を含む3隻が三菱重工神戸造船所で建造された。
第1船の洞爺丸は、建造許可を受けたわずか2ヵ月後の1946年（昭和21年）9月17日に三菱重工神戸造船所で起工され、その約2ヵ月後の11月7日には第2船 羊蹄丸（初代）が同造船所で起工された。翌1947年（昭和22年）3月26日の洞爺丸進水当日、第4船 大雪丸（初代）が同造船所で起工されたため、この日から、洞爺丸竣工の同年11月2日までは、同造船所では洞爺丸型が3隻、並行して建造されていた。1948年（昭和23年）4月9日、羊蹄丸は竣工した。
なお、終戦後、総トン数100トン以上の日本の全商船はGHQ管理下に置かれ、1945年（昭和20年）12月15日からは、その実施機関である日本商船管理局（en:Shipping Control Authority for the Japanese Merchant Marine, SCAJAP）より付与された標識番号であるSCAJAPナンバーの船体への標示が義務付けられた。羊蹄丸ではその標識番号Y062が竣工前より下部遊歩甲板側面中央部角窓上の白地に黒で標示され、1952年（昭和27年）4月のサンフランシスコ講和条約発効後抹消された。

## 概要
（船体構造の詳細は洞爺丸参照）
車載客船としての基本構造は1924年（大正13年）に建造された翔鳳丸型に準じたが、設計期間短縮のため、戦時中 博釜航路へ投入予定で設計された H型戦時標準船 石狩丸（初代）の船体線図を一部修整のうえ使用し、二重底に変更するなど、平時仕様で建造された。垂線間長113.2mはH型船と同一で、翔鳳丸型に比べ、全長が約9m長い118.7mとなり、総トン数も3,400トン級から3,800トン級へと大型化したが、船尾の車両積込口は開口したままであった。
旅客定員は新造時934名と、翔鳳丸型と同等であったが、車両甲板両舷中2階の、翔鳳丸型では幅の狭い曝露甲板で、左舷のみ3等旅客に開放されていた下部遊歩甲板は拡幅され、舷側外板で囲われ、大型の窓を多数設け、両舷とも3等船室とした。このため車両甲板の船内軌道は、翔鳳丸型のように3線は敷けず、船尾端では1線、すぐ分岐し、車両甲板の大部分で2線平行となるよう敷設され、積載車両数もワム換算18両と、翔鳳丸型より7両減であった。しかし、1951年（昭和26年）9月施行の規程では、既にワム換算積載車両数19両となっていた。
ボイラーは6缶であったが、乾燃室円缶が調達できず、本船と大雪丸（初代）には水管缶が使用された。補機類の動力には、当時の技術で可能な限り交流電力を使用する方針とし、蒸気タービン駆動の500kVAという大型の発電機が2台機械室内に設置され、さらに端艇甲板にはディーゼルエンジン駆動の50kVA非常用発電機も設置された。船内の配置は同型他船と同様であった。
1954年（昭和29年）9月26日の洞爺丸台風当日は、10便として12時55分青森第2岸壁に到着し、折り返し16時30分発の9便として函館に向け出航予定であった。青森では15時30分頃から、風もおさまり晴間ものぞき、台風の“目”を思わせる天候となったが、定刻出航では台風の“吹き返し”の暴風圏をずっと追い続ける危険な航海が予想されたため、船長は“天候険悪出航見合わせ”とした。18時頃になっても気圧の上昇は鈍く、風向も依然南南西のため、台風の中心はそれほど遠ざかってはおらず、北海道の東側へも抜けていないものと考え、竜飛や大間の風速が18m～19m程度ではあったが、引き続き“天候険悪出航見合わせ”を継続した。この時の、台風の“目”と思われた晴間は、実は閉塞前線によるものであったことが1956年（昭和31年）12月に気象庁から発表されたが、当時の佐藤昌亮船長のこの慎重な判断が羊蹄丸（初代）を遭難から未然に防ぐことになった。

### 洞爺丸事件後の対策
非常時に救命艇を迅速かつ容易に降下できる重力型ボートダビットへ交換するとともに、救命艇自体も木製から軽金属製に交換した。また下部遊歩甲板舷側の大型角窓を水密丸窓へ交換してこの部分を予備浮力とし、車両甲板下第二甲板の3等雑居室から上部遊歩甲板への脱出経路を直線化したほか、車両甲板上の石炭積込口を含む開口部の敷居の高さを61cm以上に嵩上げのうえ、鋼製の防水蓋や防水扉を設置し、さらに車両甲板下区画への換気口を閉鎖して電動換気とし、車両甲板上に大量の海水が侵入しても、車両甲板下の機械室やボイラー室へ流れ込まないようにした。また主発電機故障時の推進補機、主要航海通信機器、非常灯の電源確保のため、蒸気タービン駆動200kVAの補助発電機1台を機械室に設置した。この電源は主発電機とは並列運転できず、通常は出入港時のみ無負荷運転して非常事態に備えた。
洞爺丸型4隻では操舵機に交流電源駆動の電動油圧式を採用したが、交流電源喪失時には動力操舵不能となるため、蓄電池を電源とする非常用直流電動機を追加設置し、交流電源喪失時にはこれで操舵機の油圧ポンプを駆動して動力操舵を継続できるようにした。また車両甲板下、ポンプ室（3等雑居室直下）・ボイラー室・機械室・車軸室の間の水密隔壁を交通する3ヵ所の水密辷戸は新造時は全て交流電動機直接駆動方式であったが、1955年（昭和30年）5月11日の宇高連絡船の紫雲丸事件後の同船の対応にならい、うち1ヵ所を直流電動機直接駆動方式に改造した。なお、これらの改良工事は沈没を免れた洞爺丸型3隻全てで行われたが、洞爺丸なき後、国鉄では、羊蹄丸（初代）、摩周丸（初代）、大雪丸（初代）の3隻を｢羊蹄丸型｣と呼称していた。

#### 電動油圧式船尾水密扉
1961年（昭和36年）11月には、沈没を免れた洞爺丸型車載客船としては最も遅く船尾水密扉が設置された。しかし1957年（昭和32年）建造の十和田丸（初代）に始まる船尾水密扉は、鋼製の上下2枚折戸式で、上下両扉の下端両側に滑車を介して取り付けた左右1対のワイヤーを電動ウインチで巻き込んだり延ばしたりして開閉していたが、ワイヤーは使用とともに伸びるため、この左右のワイヤーの長さ調節に相当手間がかかっていた。当時既に宇高航路では、国鉄初の自動化連絡船讃岐丸（初代）が就航しており、津軽丸型連絡船も基本計画の段階というタイミングで、保守と操作に手間のかからない全自動式船尾扉の開発が期待されていた。
このため、本船の船尾扉は、鋼製の上下2枚折戸式で、その外観と動作は大雪丸（初代）、摩周丸（初代）のものとほとんど変わりはなかったが、開閉は船尾開口部上縁のヒンジ相当部に装着された2基の電動油圧駆動式“コグ・メカニズム”によって行われた。この“コグ・メカニズム”は極東マック・グレゴー社の特許で、その屈曲部が船尾開口部上縁でピンに支持されたL型アームが主役であった。このL型アームは船尾扉閉鎖状態では、横から見るとL字の屈曲部を頂上とする山型の回転位置にあり、L型アームの一端に、船体側に固定された油圧シリンダーのピストンロッドが接続され、船尾扉を開くときは、このピストンロッドがL型アームの一端を押すことで、ピンで支持された屈曲部を支点としてL型アームは約90度回転する。この支点回転軸が2枚折戸船尾扉の上部扉と船尾開口部上縁間のヒンジ回転軸（第1の回転軸）となる。さらにこのL型アームの他端には、ここを中心に回転する1/3周程度の部分歯車があり、この部分歯車には上部扉に固着する短いブラケットが固定されており、この部分歯車の回転軸が上部扉ヒンジ回転軸の第2の回転軸となった。勿論この二つの回転軸は平行である。この部分歯車はL型アーム屈曲部の支点回転中心（第1の回転軸）と中心を共有する船体側に固定された回転しない同じ大きさの部分歯車と噛み合っており、L型アームがピストンロッドに押されて、屈曲部を中心に第1の回転軸で約90度回転すると、L型アーム他端の部分歯車はこの船体側固定歯車の遊星歯車となって、上部扉を伴ったまま船体側固定歯車周囲を第2の回転軸で約90度回転しながら進み、最終的には上部扉は約180度回転する。このため、従来の船尾扉同様、全開位置では折り畳まれた状態で、開口部直上に垂直に立てられ、最後にロックされた。
しかし、従来方式のような上下両扉下端両側をワイヤーで引き上げる構造ではなく、上部扉のみを開閉するだけのため、開閉途中に下部扉が上部扉から垂れ下がって不安定になってしまうため、下部扉下端両側のガイドローラーを、船尾開口部両側のガイドレールで、船尾側からも拘束して浮き上がらない構造とした。このため、ガイドレール幅が従来の15.5cmから26cmとなったが、船尾1線幅の本船では、特に支障なく同型他船と同位置に船尾扉を設置でき、ワム換算19両積載を維持できた。
開閉操作は、開閉用の油圧シリンダーの制御だけでなく、跳ね上げレール、締付け装置、全開位置でのロック装置の操作を、船尾扉を開ける時も閉じる時も、押しボタン操作一つで順次自動的に行ってゆくシーケンス制御が採用された。また、三相交流誘導電動機駆動の油圧ポンプで油圧を造る動力機械は、船尾車両甲板下の操舵機室に設置され、船尾扉の全油圧装置に油圧を供給した。この船尾水密扉設置により、車両格納所容積も加算され、総トン数は5,822.67トンとなった。
ボイラーも石炭積込口不要なC重油焚きに改造のうえ、1缶あたりの蒸発量が増加するため、6缶から5缶に減らし、撤去跡に燃料常用槽を設置し、外舷塗装も白と“とくさ色”（10GY5/4）に変更された。
津軽丸型第4船 大雪丸（2代）が1965年（昭和40年）5月16日に就航し、続く第5船 摩周丸（2代）の就航が6月30日に迫った6月20日に本船は終航した。

## 沿革
- 1946年（昭和21年）11月17日 - 三菱重工神戸造船所にて起工
- 1947年（昭和22年）8月20日 - 進水
- 1948年（昭和23年）4月9日 - 竣工
  - 5月1日 - 青函連絡船として就航
- 1954年（昭和29年）9月26日 - 洞爺丸台風来襲
8:15 - 10便として函館第2岸壁を出航
12:55 - 青森第2岸壁に定時到着
16:30 - 9便として青森を出航予定であったが、天候険悪出航見合わせ、以後停泊を続け遭難を免れた
  - 9月27日 7:55 – 遅れ3便として青森第2岸壁出航

12:25 – 函館第2岸壁到着 この便が洞爺丸台風後の再開第一便であった[46]
- 1956年（昭和31年）
  - 3月 - 重力型ボートダビット装備（2組）（函館ドック ）[28]
  - 6月1日 - 1等船室を2等A寝台に格下げし、従来からの2等寝台を2等B寝台とした[47]
  - 6月 - 下部遊歩甲板　水密丸窓化　重力型ボートダビット装備（8組）（新三菱重工神戸）[45][28][48]
- 1957年（昭和32年）
  - 7月27日 - 函館第1岸壁26日23時40分発　青森第2岸壁4時25分着予定の12便運航中、4時05分、濃霧の中、船位未確認のまま入港し、左舷船体水線上を青森港北防波堤西端に接触擦過[49]、浸水なく4時40分青森第2岸壁着。折り返し9時50発　函館第2岸壁14時20分着の17便で函館に戻った[50]
  - 8月6日 - 函館第1岸壁14時30分　青森第1岸壁19時10分着の18便で復帰[51]
- 1958年（昭和33年）4月 - 2等B寝台撤去し2等婦人雑居室とし、右舷下部遊歩甲板の3等椅子席の船尾部分を2等雑居室に改装[52]
- 1960年（昭和35年）7月1日 - 国鉄が、従来の2等を1等に、従来の3等を2等に呼称変更し、3等の呼称を廃止した[47]
- 1961年（昭和36年）
  - 6月 - 第2レーダー装備[53]
  - 6月28日 - 1等出入口広間から喫煙所にかけての広間に1等指定椅子席として背ずりが65度まで傾くリクライニングシート60席が設置された[54][52][55][56]
  - 10月1日 – ダイヤ改正で特急接続便の1便　4時間25分運航　2便　4時間30分運航、旅客定員1,344名[57]となったが、下記工事で本船は休航中
  - 11月23日 – 電動油圧式船尾水密扉設置　ボイラーC重油専燃化　6缶から5缶に　塗装変更工事（川崎重工神戸）完成し復帰[58][38][59]
- 1962年（昭和37年） - 旅客定員1,388名[35]
- 1965年（昭和40年）
  - 6月20日 – 11便（青森第1岸壁0時30分発　函館第2岸壁5時00分着）をもって終航[60]
  - 7月15日 – 下関へ回航のため函館出港 [61]
  - 7月18日 – 日本海経由で下関到着[62][63]
  - 10月21日 – 三菱商事へ売却[64]